# المدرسة الأمريكية (فلسطين)
المدرسة الأمريكية في فلسطين (بالإنجليزية: American School of Palestine)‏ هي مدرسة دولية خاصة تقع في البيرة، فلسطين.

## الروابط الخارجية
- موقع المدرسة